# Love Is a Woman
Love Is a Woman è il primo album di Junie Russo (nome d'arte poi trasformatosi in Giuni Russo), pubblicato nel 1975 dall'etichetta discografica BASF.
La riedizione in vinile dell'album, nel 2019, raggiunge la posizione #7 della classifica FIMI.

## Descrizione
Nel 1974 la BASF,  propone alla Russo di incidere il suo primo 33 giri, scegliendole un nome d'arte che potesse essere accattivante anche sul mercato internazionale: nasce così lo pseudonimo Junie Russo, per via di un legame affettivo al nome "Junie", nome di una giovane amica americana, morta per droga, mentre il "Russo", per essere un cognome assai diffuso nella terra di origine, Sicilia.
Con questo disco, inizia il sodalizio artistico, tra l'artista e l'amica Maria Antonietta Sisini, con la quale inizia a scrivere e a comporre i testi dei suoi brani.
Tra i brani utilizzati per la promozione del disco viene scelto oltre a "Milk of Paradise", scritto insieme alla paroliera e giornalista Donata Giachini, anche Carol, intensa dedica ad un'amica di Giuni e di Maria Antonietta morta per droga, e presentata nello storico programma Adesso musica.
Il 24 aprile 2012, a 37 anni di distanza dalla sua uscita, l'album viene stampato per la prima volta su compact disc, distribuito da Edel Music.
La riedizione in vinile dell'album, nel 2019, raggiunge la posizione #7 della classifica FIMI.
Alla realizzazione dell'album, d'ispirazione anglosassone e interamente scritto in inglese, partecipano: il trombettista jazz Enrico Rava (seppur non accreditato); il tastierista e cantante inglese Mike Logan; lo scrittore Dino Cafaro; la scrittrice e paroliera Donata Giachini; il musicista Alessandro Stragliati; il pianista Giorgio Sabelli, sotto lo pseudonimo di Cabildo.

## Tracce
1. Love Is a Woman - 3:33 - (Mike Logan - J. Russo - M.A. Sisini)
2. Milk of Paradise - 3:34 (D. Giachini - J. Russo)
3. Everytime You Leave - 4:21 (Mike Logan)
4. Carol - 4:12 (Mike Logan - J. Russo)
5. Suddenly I'm Alone - 4:02 (Mike Logan - J. Russo - M.A. Sisini)
6. Acting the Part - 3:36 (Mike Logan - J. Russo)
7. Give Me One Reason - 4:07 (Mike Logan - J. Russo)
8. I've Drunk in My Dream - 2:56 (D. Giachini - J. Russo)
9. If You Really Wanna Say Goodbye - 4:06 (Mike Logan - J. Russo)
10. Vodka - 3:20 (D. Giachini - A. Stragliati - J. Russo)

### Singolo estratto
- Milk of Paradise/I've Drunk in My Dream

## Crediti
- Cover art: "Gabriella Traum" by Bernhard Grisel
- Lay out: Studio BM
- Grafica: Pozzoli Inzago
- Distribuito da: S.A.S.E.A